# Auditorium Oscar Niemeyer
El Auditorium Oscar Niemeyer es una sala de conciertos en la ciudad de Ravello, Italia, construida entre 2000 y 2010, con capacidad para 400 personas.
Fue diseñado en el año 2000 por el arquitecto brasileño Oscar Niemeyer y está erigido sobre un acantilado, con una terraza exterior que ofrece una panorámica de la costa Amalfitana, sobre el Golfo de Salerno. Su diseño curvilíneo se destaca en el entorno arquitectónico y los asientos aprovechan la pendiente natural del suelo.
El auditorio funciona como centro de arte de Ravello, con exhibiciones de escultura y demás obras artísticas, y en verano es sede del Festival de Ravello, con una agenda que incluye presentaciones de reconocidos músicos internacionales tanto en el Auditorium Oscar Niemeyer como en los jardines de Villa Rufolo, lo que llevó a Ravello a ser conocida como la città della musica (la ciudad de la música).
La sala de conciertos tiene 1.500 metros cuadrados, capacidad para 400 espectadores, un escenario semicircular de 167 metros cuadrados, un estudio de grabación, una sala de ensayo y un estacionamiento exterior de 107 plazas.
El Auditorium Oscar Niemeyer está en Via della Repubblica 12, cerca del túnel que conduce a la plaza principal de Ravello.